# Église Saint-Rémi de Savignies
L'église Saint-Rémi est une église catholique affiliée à la paroisse de La Trinité en  Bray  du Pays de Bray, située au carrefour de la rue de Beauvais et de la place de l'église, sur la commune de Savignies dans l’Oise (France).
L’église est principalement construite en moellons de grès ferrugineux du pays et est composée de deux bâtiments : une tour de clocher carrée séparée et l’église rectangulaire.
Le clocher est une tour massive quadrangulaire située au Nord-Ouest à quelques mètres de la façade ouest de l’église, construite en grès dans les assises inférieures et en briques vers le sommet. Il est couvert d’un chapeau en ardoise. Il s’agit d’une ancienne tour du château donnée à la paroisse vers le milieu du XVe siècle, certainement par les seigneurs de Savignies.
La partie Sud est antérieure au XVe siècle mais l’église sera en grande partie détruite lors d’incendies pendant les guerres de religion et sera reconstruite en grande partie aux XVIIe siècle et XVIIIe siècles.
Le dernier agrandissement du chœur se fait au détriment du cimetière qui le jouxtait : en effet, un squelette est pris dans la maçonnerie du mur Est.
L’entrée se fait par un porche en brique datant de 1873 ouvert dans le mur Sud. Sous ce porche se trouve la pierre funéraire du curé Racinet et au-dessus de la porte un support de statue avec les armes de Siry : d'azur à trois étoiles d'or au chef de sable. À sa droite, à l’extérieur, il reste une croix de l’ancien cimetière qui entourait l’église avant 1840.

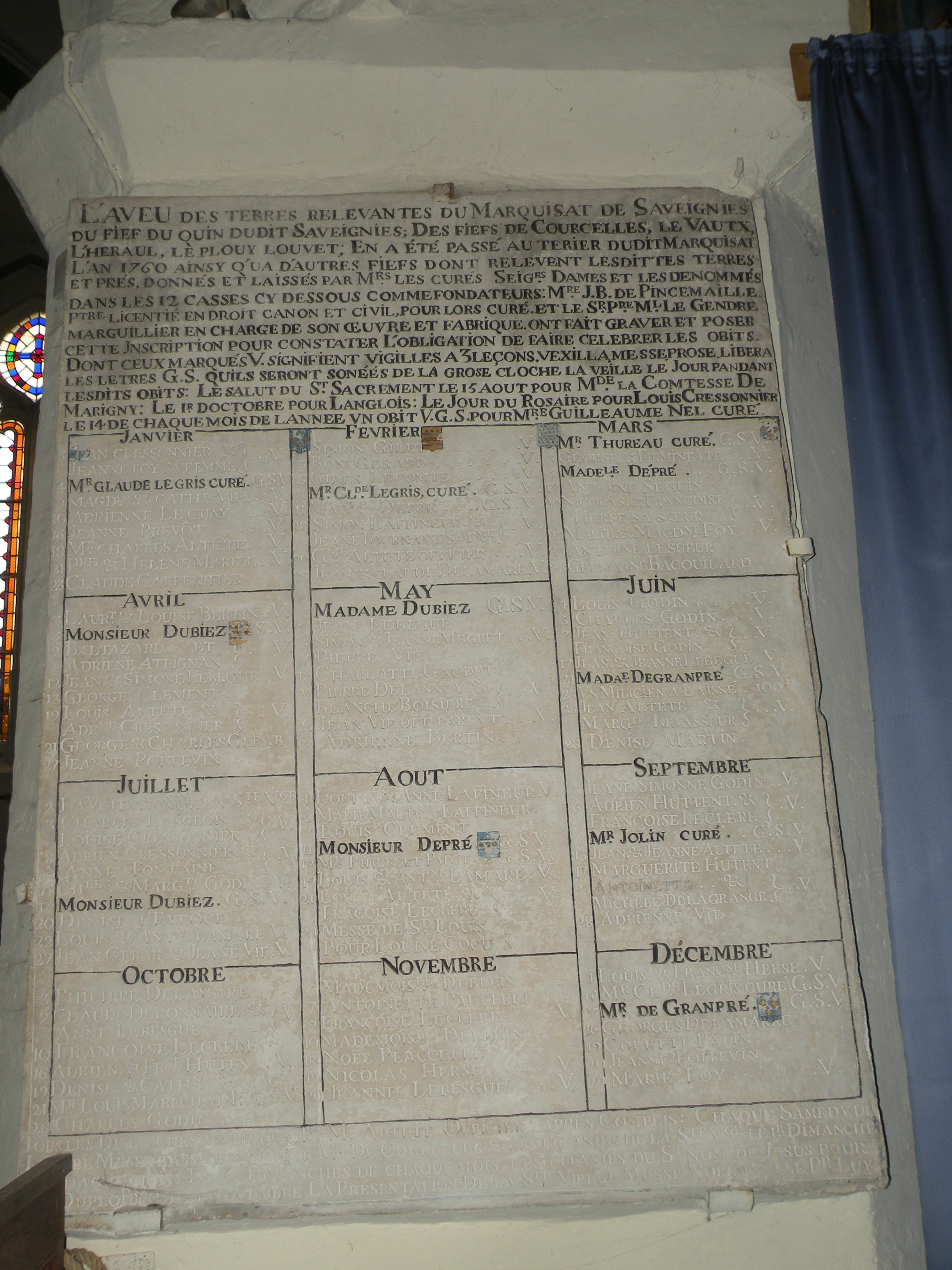
L'obituaire.

La sacristie appuyée au nord du chœur est financée en 1766 par le comte de Siry de Marigny. L’intérieur est décoré de boiseries. En face de la sacristie se trouve un obituaire en pierre calcaire où sont gravés les noms des donateurs.
Le portail ouest moderne a la date de 1739 inscrite au-dessus de l’entrée et éclaire une nef lambrissée grâce à deux fenêtres à ogives géminées flamboyantes.
Le côté Nord montre une corniche à modillons en consoles ornées d’arabesques. Le côté opposé dispose de fenêtres ogivales pareilles à celles de la nef. On voit à l’intérieur que le chœur du même côté a des voûtes à doubles tores croisés descendant sur des colonnes romanes engagées tandis que l’autre est à vives arêtes et à écussons. Le chœur double est terminé en deux pignons compris sous un même toit. L’une des fenêtres ogivales du chevet est condamnée depuis le XVIe siècle. À la place se trouve une statue du XVIe siècle en pierre polychrome du Christ aux liens. Ce Christ a été classé monument historique au titre des objets en 2015.
Dessous est exposé le gisant de Jehan de Savigny, un croisé mort en 1270. Son gisant a été retrouvé en 1989 à la suite de travaux de réparation. Il avait été enterré devant la sacristie. Malheureusement, il a été retrouvé avec le front, l’écu, les pieds et les mains rabotés. Il est réalisé en ronde-bosse, taillé dans une pierre de Saint-Maximin. Ce gisant a été classé monument historique au titre des objets en 2004.
L’église possède aussi une chape du XVIIe siècle qui a été classée monument historique au titre des objets en 1993.
L’église détient une dizaine de statues votives, en bois polychromes, ou en terre cuite.
De nombreux blasons couvrent les murs de l’église. Notamment le blason des Binet Desprès, le blason des du Biez et les armes de Siry.
Le maitre-autel n’a pas de retable mais une poutre de gloire.
Marie Marguerite Carlier, épouse de Pierre Fauconnier, commissaire à terrier, décédée en 1766, est enterrée dans la nef au pied du mur sud; une pierre de ce mur en porte l'inscription.
La présence de fragments retrouvés lors de fouilles atteste l’occupation de ce site dès le IIe siècle. Des sépultures des VIIe siècle et VIIIe siècles ont été trouvées à proximité d’une chapelle funéraire dont subsiste une abside en cul de four construite en rognons de silex. Par-dessus cette abside trois autres niveaux de constructions empilés sont visibles dans l'espace creusé au fond de l’église : une abside semi circulaire révélant une église carolingienne, ensuite le chevet plat d'une église romane, puis un agrandissement vers le sud du chœur ogival actuel.

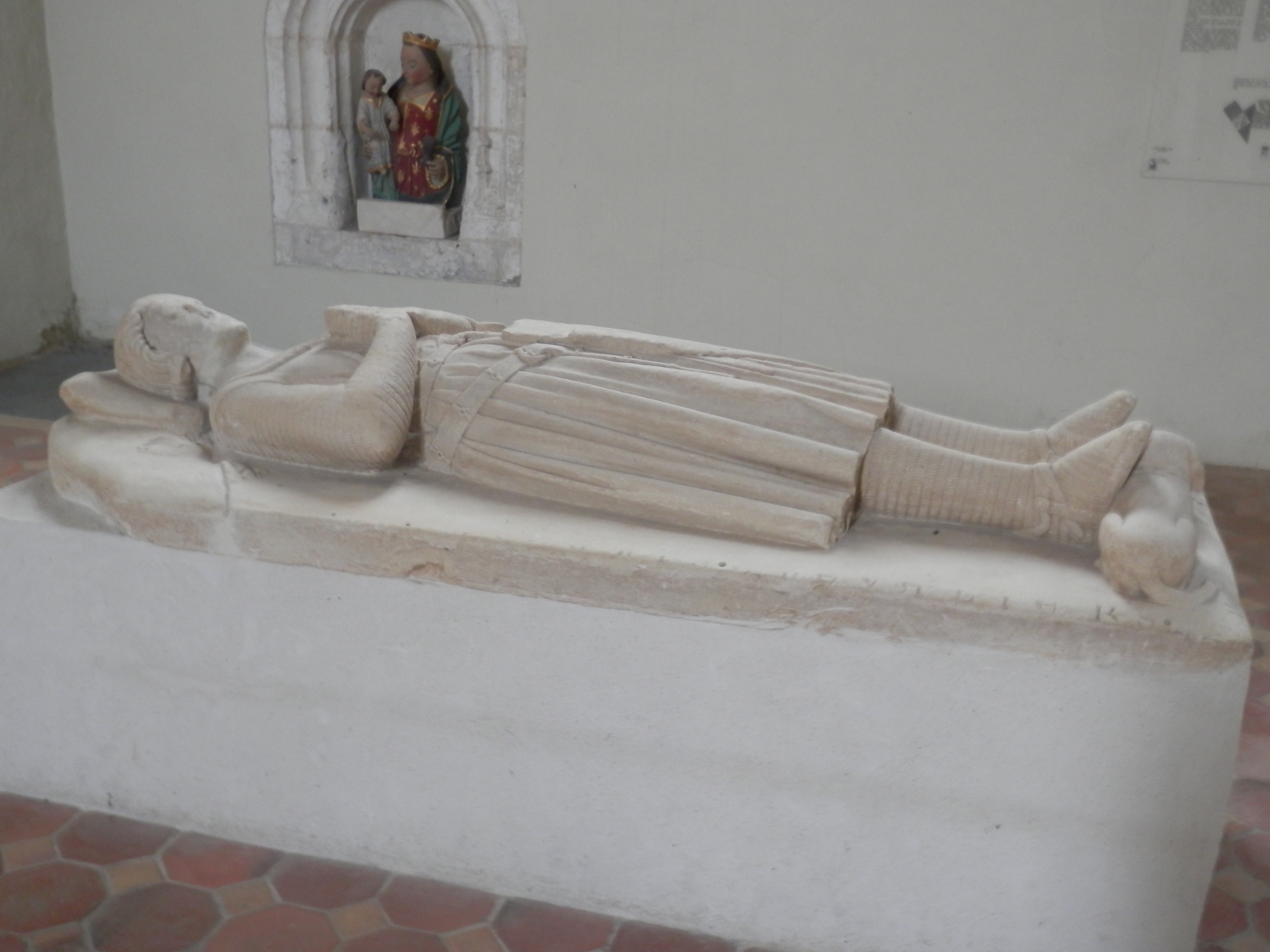
Gisant de Jehan de Savignies.
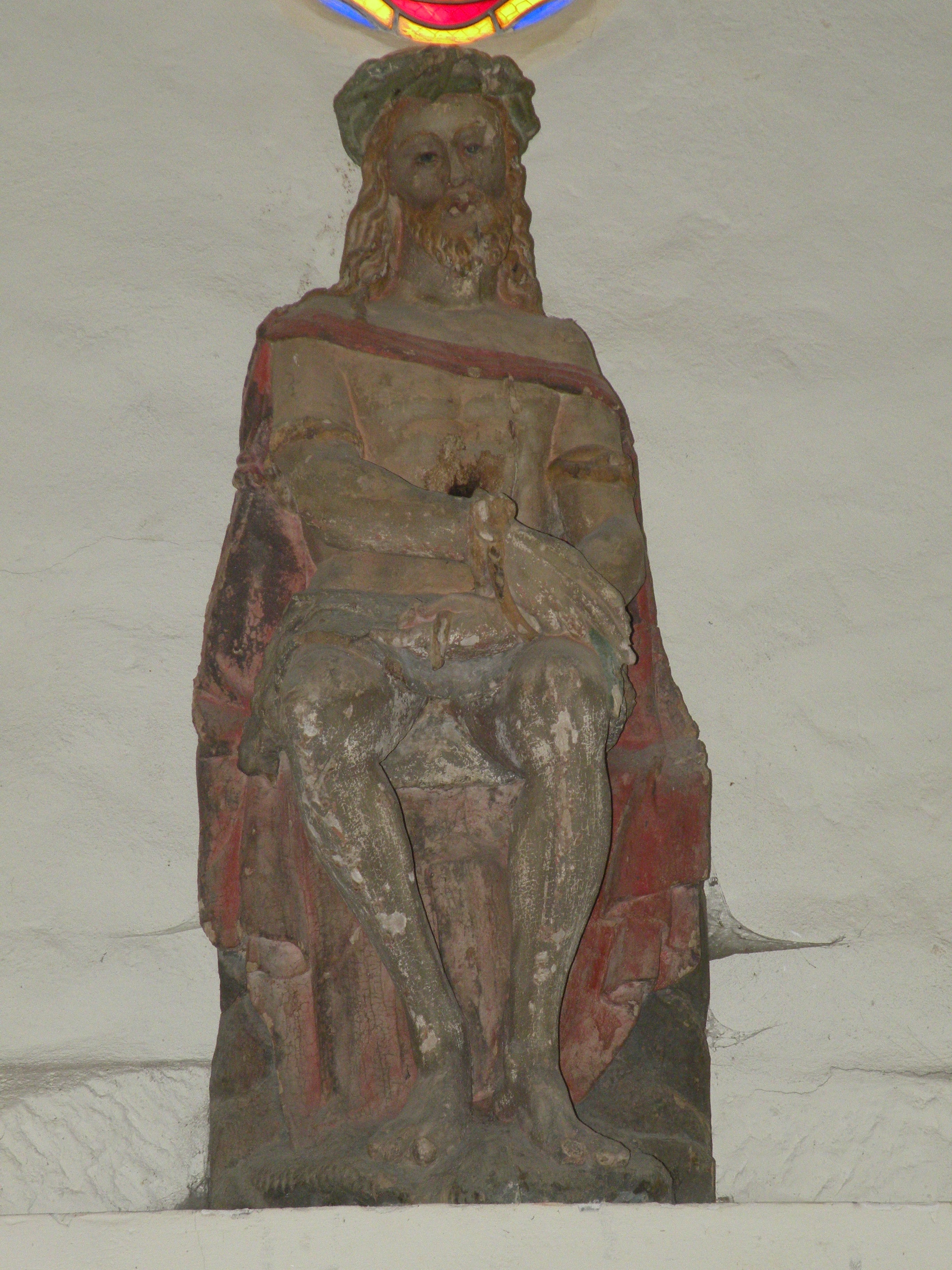
Christ aux liens.
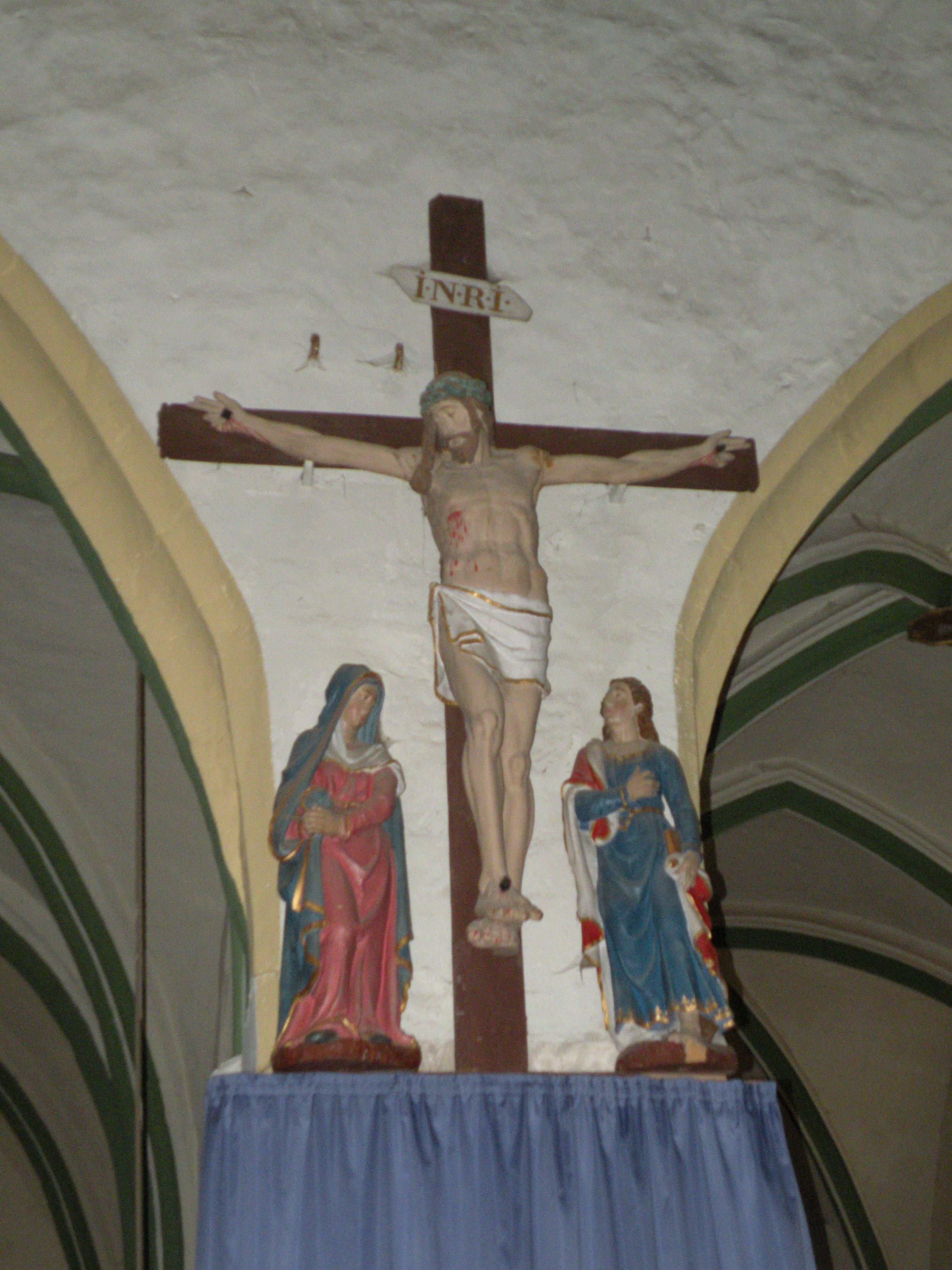
La poutre de gloire
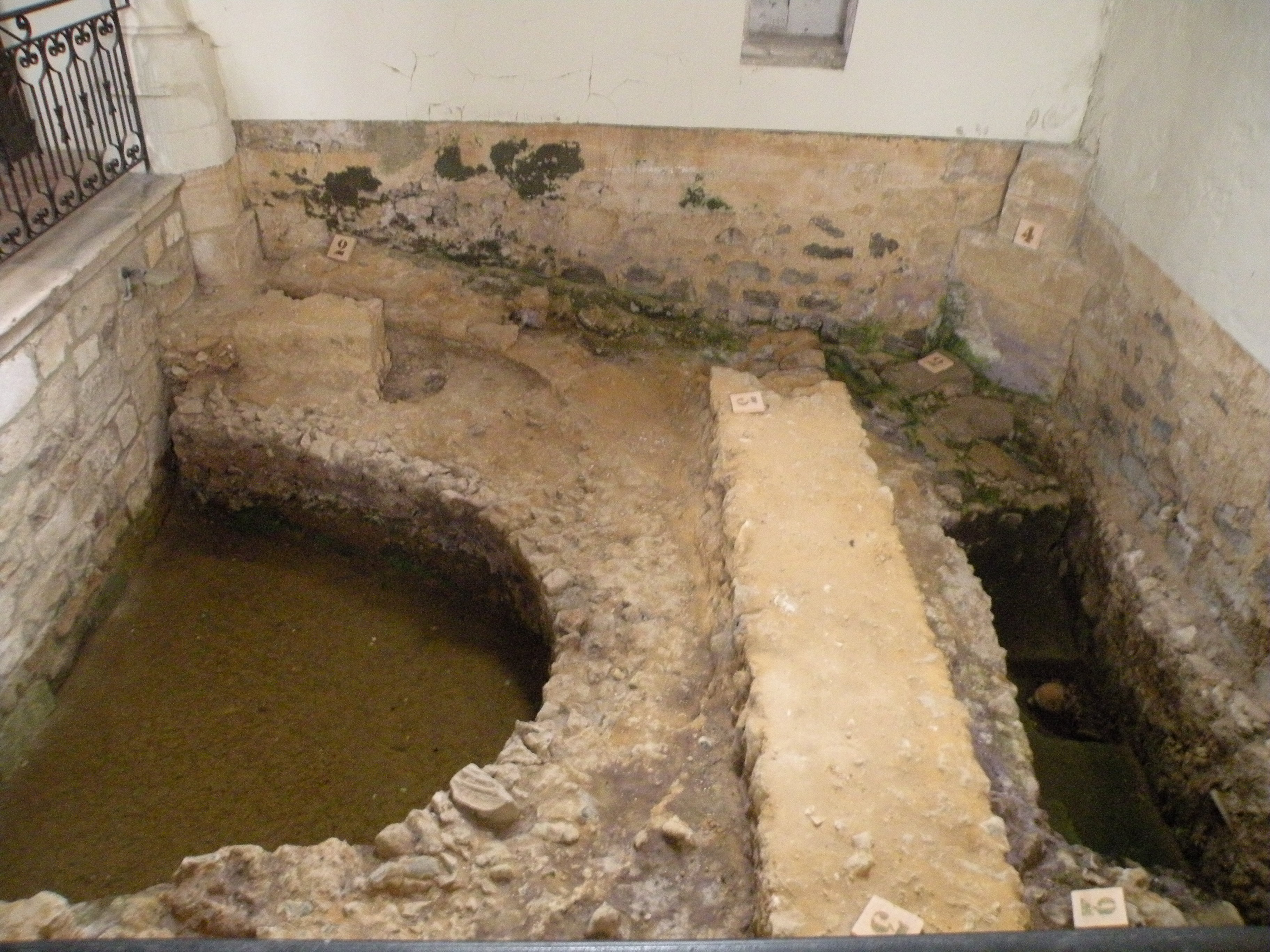
Abside en cul de four.